# 半島原住民
半島原住民是生活在馬來半島的原住民族，他們是馬來半島最古老的居民，約有二十萬人，主要分布在馬來半島中部的山區和山麓的森林中，他們中的許多人仍然是狩獵者和採集者。

## 名稱

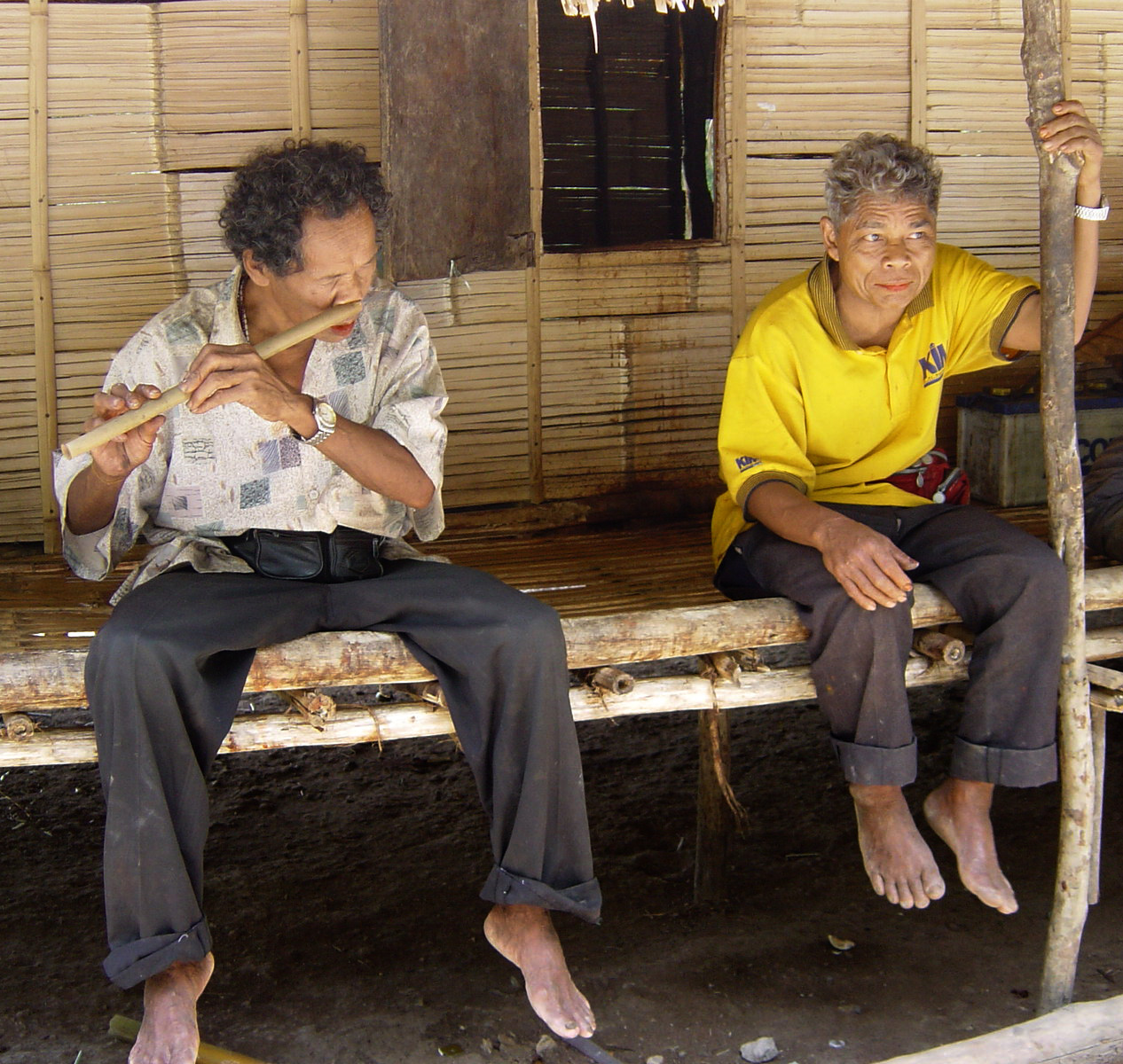
金馬侖高原的半島原住民演奏傳統鼻笛

一詞是相對較新的稱呼，至1960年代初才被正式使用。半島原住民長期以來並沒有被視為一個獨立的人口類別，正如原住民本身沒有這樣的認識一樣，馬來半島南方地區的其他居民常稱他們為「雅貢」（Jakun），北方地區的居民則稱他們為「沙垓」（Sakai）。在英國對馬來半島的統治即將結束時曾試圖以某種方式對這些不同的群體進行分類，後來所有的半島原住民群體都被稱為“Aborigines”，作為正式名稱出現在英屬馬來亞憲法的英文版和國家的法律中。
半島原住民對這兩個名字都有負面看法。馬來語中的和英語中的帶有貶義，馬來語意為“依賴的”、“被征服的”、“奴隸”。在1950年代之前，幾乎沒有人注意到這一點。但在馬來亞共產黨為了獲得半島原住民部落的支持而開始稱他們為（意思是“土著人”）後，當局為了爭取土著人民而開始使用相同的術語來稱呼他們。於是，新的、稍加修改的誕生了，它帶有同樣的“原住民”的意思。在馬來西亞華語中，一般翻譯為「半島原住民」。在大馬以外的中文地區，有時也被音譯為「亞斯利人」、「阿斯利人」或「奧朗阿斯利人」。

## 人口
各州半島原住民人口（2010）
為便於管理，英屬馬來亞政府以半島原住民的身體特徵、語言血緣關係、文化習俗和地理定居點制定了土著部落的分類。將半島原住民18個民族分為3大類：
- 塞芒人，居住在半島的北部。
- 塞諾人，居住在中部地區。
- 土著馬來人，居住在南部地區。

塞芒人是身材矮小、捲髮、深色皮膚的游牧狩獵採集者，塞諾人身材比塞芒人高、捲髮、從事刀耕火種的農業並定期改變他們的居住地，土著馬來人深色皮膚、正常身高、直髮、通常是定居農民。在所有3組人中也有不同水平的外來血統，由於文化接觸而交換的塞芒人基因也可以在土著馬來人和塞諾人個體中找到。
半島原住民中最大的群體是塞諾人，約佔半島原住民總人口的54%。原馬來人佔43%，塞芒人佔3%。根據2006年的人口普查，半島原住民的人口數量為141,230。其中，36.9%居住在偏遠村莊，62.4%居住在馬來村莊的郊外，0.7%居住在城市和郊區。半島原住民是馬來西亞最貧窮的社區，貧困率為76.9%。根據馬來西亞統計局2009年的數據，有50%的半島原住民生活在貧困線以下，而馬來西亞全國的這一比例為3.8%，其中35.2%的半島原住民人口被列為“非常貧窮”。大多數半島原住民生活在農村地區，而少數人已遷入城市地區。1991年，半島原住民的識字率為43%，而當時馬來西亞全國的識字率為86%。他們的平均預期壽命為53歲（男性52歲，女性54歲），而馬來西亞全國平均預期壽命為73歲。2010年馬來西亞的全國嬰兒死亡率為千分之8.9，但在半島原住民中，該數字為千分之51.7。

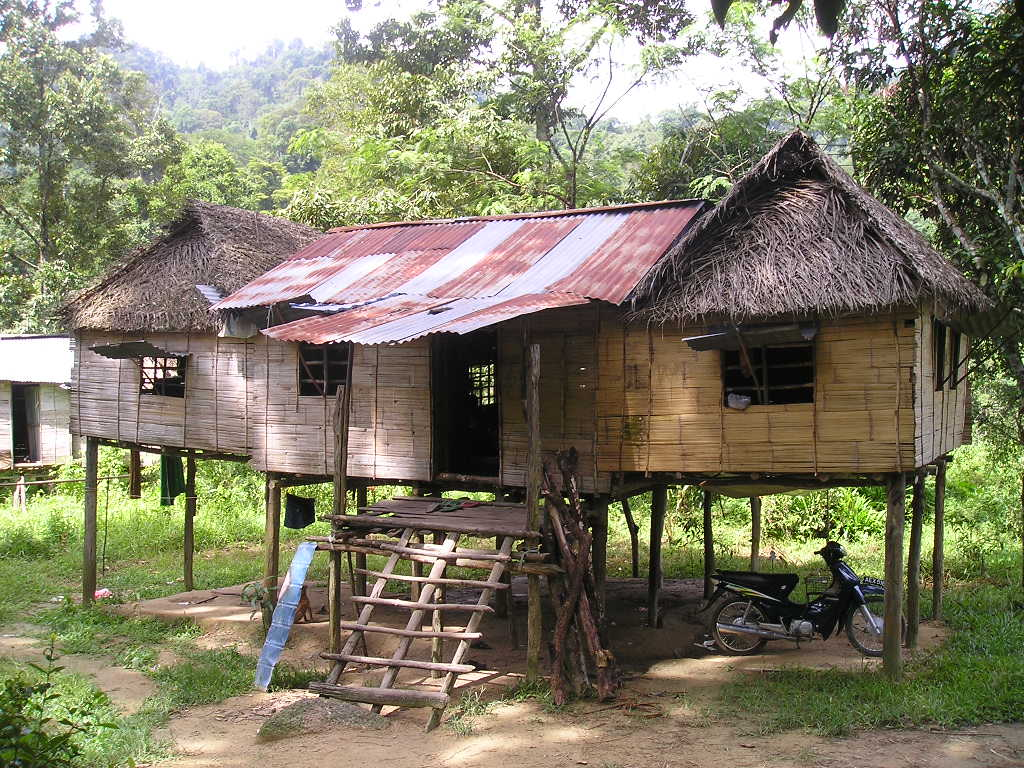
霹靂州的半島原住民傳統杆欄式建築

| 年   | 1891  | 1901   | 1911   | 1921   | 1931   | 1947   | 1957   | 1970   | 1980   | 1991   | 2000    | 2010    |
| 人口 | 9,624 | 17,259 | 30,065 | 32,448 | 31,852 | 34,737 | 41,360 | 53,379 | 65,992 | 98,494 | 132,786 | 160,993 |

## 語言
塞芒人和塞諾人的語言屬於南亞語系孟高棉語族，土著馬來人的語言屬於南島語系馬來-玻里尼西亞語族，大部分半島原住民語言都面臨滅絕的威脅。半島原住民語言在馬來西亞沒有官方地位，雖然一些基督教傳教士以及官方媒體用半島原住民語印刷宣傳材料，但一直沒有出現半島原住民語文學作品。雖然半島原住民重視識字，但他們不太可能支持以馬來語或英語為基礎的母語寫作。
半島原住民語的無線電廣播始於1959年，Asyik.FM目前每天從早上8點到晚上11點在馬來西亞廣播電台以四種半島原住民語言進行廣播，該頻道也可通過互聯網訪問。土著語言發展的另一個進展是發行了半島原住民語流行音樂的個人錄音，可以在Asyik.FM上聽到。
馬來西亞的一些州正在嘗試將半島原住民語言引入小學的教育過程。但當局對發展土著語言感興趣的原因是減少半島原住民兒童在學校的不規律出勤率，這仍然是馬來西亞教育系統的一個問題。但到目前為止，這些嘗試還沒有成功，因為半島原住民語言本身還沒有得到充分研究，也沒有為他們開發出標準化的拼寫系統。

## 歷史

原住民群體的位置以及馬來半島定居者的演變和同化

近年的基因研究將他們確定為44,000至63,000年前來自非洲的第一批移民的後裔，幾千年來，它們經歷了局部演變，最近的研究還表明，塞芒人人和其他尼格利陀人種之間存在遺傳差異，例如土著安達曼人血統和來自菲律賓群島的血統。
大約6,000-6,500年前，氣候條件趨於穩定，馬來半島進入新石器時代。與泰國、柬埔寨和越南人口的基因相關的新人群正在抵達馬來半島，這些移民帶來了新技術、更好的工具和陶瓷製作技藝。在馬來半島，刀耕火種的農業很普遍。傳統上認為這些移民與塞諾人的祖先有關，但基因研究表明，新人口的湧入很少，而且移民與當地人混合在一起。半島原住民大約在大約3800到3700年前形成。2800-2400年前，亚斯里语支開始在馬來半島的北、中、南分化發展。
公元前1000年，一些講南島語的人開始抵達馬來半島，可能來自加里曼丹和蘇門答臘。根據語言學家的說法，其中一些早期的非馬來人來自馬來-波利尼西亞人。這些原始馬來部落主要為居住在沿海和河流沿岸的地理上分裂的小部落，而半島內部叢林地區則完全由當地人口居住。每組原始馬來人都發展了他們的當地特色，適應了當地的具體情況。
半島原住民一直保持獨立發展，直到第一批來自印度的商人在公元的第一個千年抵達。該地區奴隸貿易的發展是影響半島原住民命運的重要因素。根據歷史記載，早在公元724年，即早期與三佛齊王國接觸期間，對半島原住民部落的奴役就開始了。根據伊斯蘭教法，穆斯林不能成為奴隸，因此奴隸獵人的目標集中在原住民身上。正是在這個時候，馬來人開始使用貶義詞sakai，意思是“奴隸”，來稱呼半島原住民。16世紀初位於蘇門答臘島北部的亞齊蘇丹國派出特別探險隊在馬來半島捕捉奴隸，馬六甲當時是該地區最大的奴隸貿易中心。在18和19世紀，襲擊原住民村莊的奴隸掠奪很常見。原住民定居點被摧毀，成年男性被系統地處決，而婦女和兒童被俘虜後賣為奴隸。
新情況促使許多半島原住民進一步向內陸撤退，以避免與外人接觸。依靠僻靜的地理位置和游牧和半游牧生活方式，設法從馬來化過程中倖免於難，因此他們得以保留和發展了自己的地方語言、習俗和宗教儀式。馬來人定居點通常位於海岸或河流沿岸，隨著馬來人不斷湧入，原住民慢慢撤退得離海岸越來越遠。他們被分成小部落，主要集中在山麓和山區，佔據某些生態位，如河谷。他們與鄰近的外來者接觸有限，因為馬來人很少進入內陸叢林。儘管如此，仍有一些半島原住民群體在與馬來人進行經濟往來和貿易。
英國定居點的建立給半島原住民的生活帶來了進一步的外來影響。當馬來半島被英國殖民時，英國殖民政府承認馬來人為“土著”，而半島原住民則為“原住民”，認為他們是馬來統治者的臣民。英國人沒有關注該國內陸原住民社區的實際自治，半島原住民智力有限、無法決定自己命運的手無寸鐵的生物的形像被創造出來。因此政府開始了針對半島原住民的家長式政策。英國殖民政府於1884年正式禁止馬來半島的一切形式的奴隸制，但在實踐中它甚至在1930年仍然存在。然而，英國當局忽略了關於原住民的其他事項，只有開始向原住民傳教的基督教傳教士以及在半島土著人口中看到他們研究的未耕種的領域和有趣的研究課題的人類學家才開始對他們進行研究。

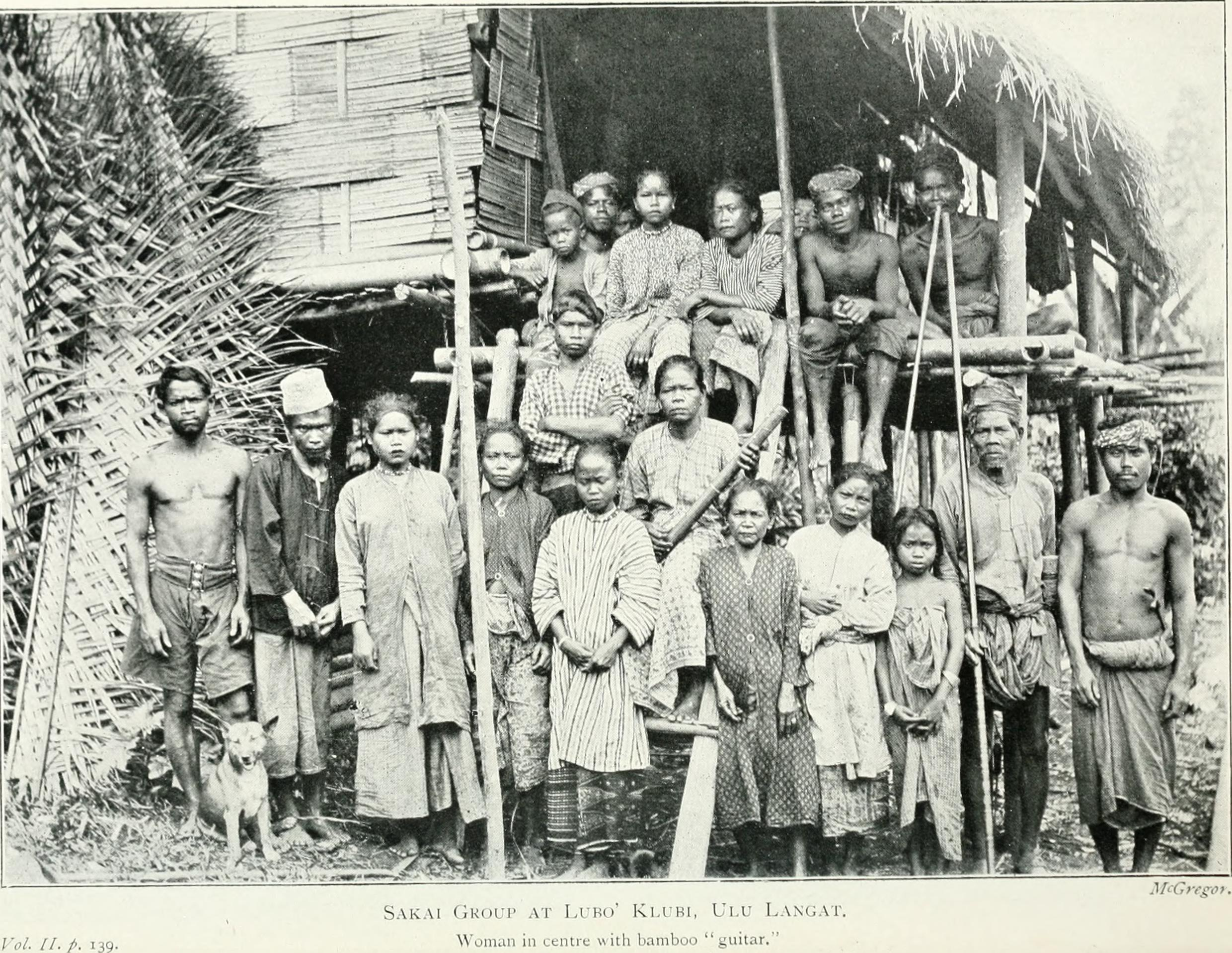
1906年雪蘭莪州的半島原住民村莊

為了鎮壓共產黨游擊隊，英國政府將半島原住民從共產主義影響地區強行遷移到所謂的“新村”系統，在那裡他們被送到根據布里格斯計劃由政府控制的定居點居住。事實證明，這樣的政策對半島原住民來說是悲劇性的，半島原住民被迫倉促搬遷到建造好的安置營。數百名脫離傳統土地的人在這些人滿為患的營地中喪生，主要是由於精神抑鬱和傳染病。
獨立後的馬來西亞政府於1961年通過了一項政策，旨在將半島原住民融入更廣泛的馬來西亞社會。1980年代是半島原住民歷史的轉折點，在這十年中，馬來西亞的經濟發展速度最快，與此同時，對政府政策產生重大影響的是伊斯蘭運動和原住民的融合政策，採取伊斯蘭化的形式，馬來西亞政府應用所謂的“積極歧視”政策，為皈依伊斯蘭教者提供住房、水電、車輛、學費、獎學金、醫療保健和公務員晉升機會。
半島原住民對奪取其傳統土地和資源的反應範圍從壓抑的默認和簡單的政治遊說到大聲抗議和要求法律保護。為了應對土地侵占，半島原住民於1976年發起了具有里程碑意義的動員，創建了馬來西亞半島原住民協會（Persatuan Orang Asli Semenanjung Malaysia，POASM），這讓他們擁有了更強的發言權和更高的知名度。POASM能夠成為整合半島原住民社區的不滿和需求的焦點，該組織越來越受歡迎，2011年約有10,000名成員。由於半島原住民協會的活動，半島原住民社區感到更有凝聚力，在社會中更加引人注目，並宣稱自己是一個文化和政治實體。1998年，POASM成為全馬原住民網絡（Jaringan Orang Asal SeMalaysia，JOAS）的成員，該網絡是沙巴、砂拉越和馬來西亞半島土著組織和運動的非正式協會。馬來半島原住民甘榜網絡（Jaringan Kampung Orang Asli Semenanjung Malaysia）也倡導半島原住民的權利，並尋求向政府和公眾代表半島原住民的利益。

## 宗教

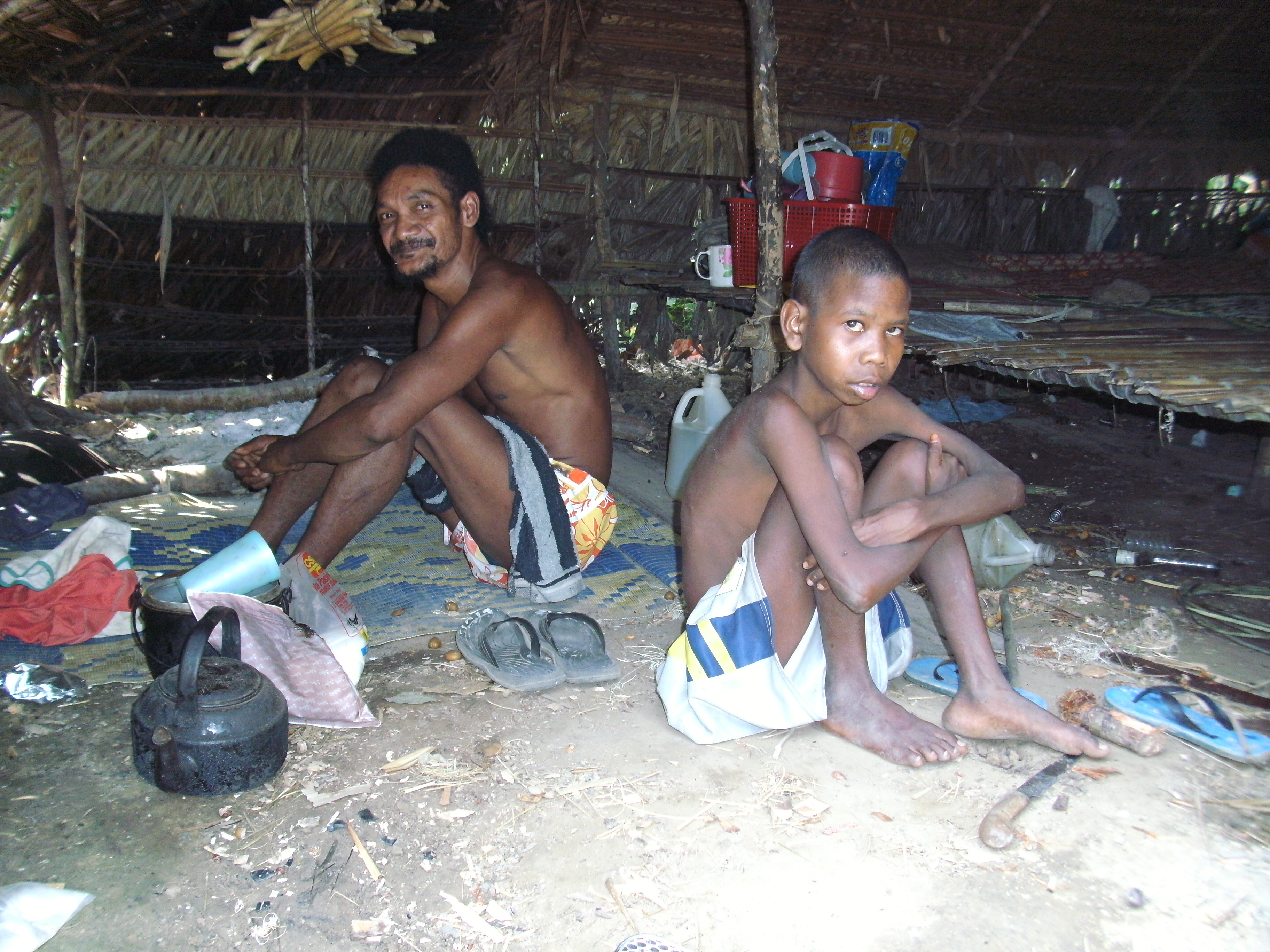
半島原住民傳統房屋内部

傳統的半島原住民宗教由複雜的信仰和世界觀系統組成，這些系統賦予半島原住民世界意義、人類生活意義和道德行為準則的概念。半島原住民傳統上是萬物有靈論者，他們相信各種物體中都有靈魂存在，使半島原住民與自然環境和諧相處。大多數半島原住民相信宇宙由三個世界組成，即天體上層世界、地球中層世界和地下下層世界。這三個世界都居住著各種超自然生物（精神、鬼魂、神靈），它們對人類既有益又有害。其中一些超自然生物是個體化的實體，有自己的名字，並與特定的自然現像有關，例如雷暴、洪水或果實成熟。大多數原住民相信雷神通過可怕的風暴來懲罰他們。
然而在21世紀，他們中的許多人也接受了伊斯蘭教和基督教等一神論宗教。彭亨伊斯蘭宗教委員會2015年宣稱要將州内所有的半島原住民變為穆斯林。2007年6月4日，吉蘭丹州的一家半島原住民教堂據稱被州政府拆除，2008年1月當地原住民對吉蘭丹州當局提起訴訟。受影響的半島原住民還尋求根據馬來西亞憲法第11條，聲明他們有權信奉自己選擇的宗教並建造自己的宗教場所。

## 地位

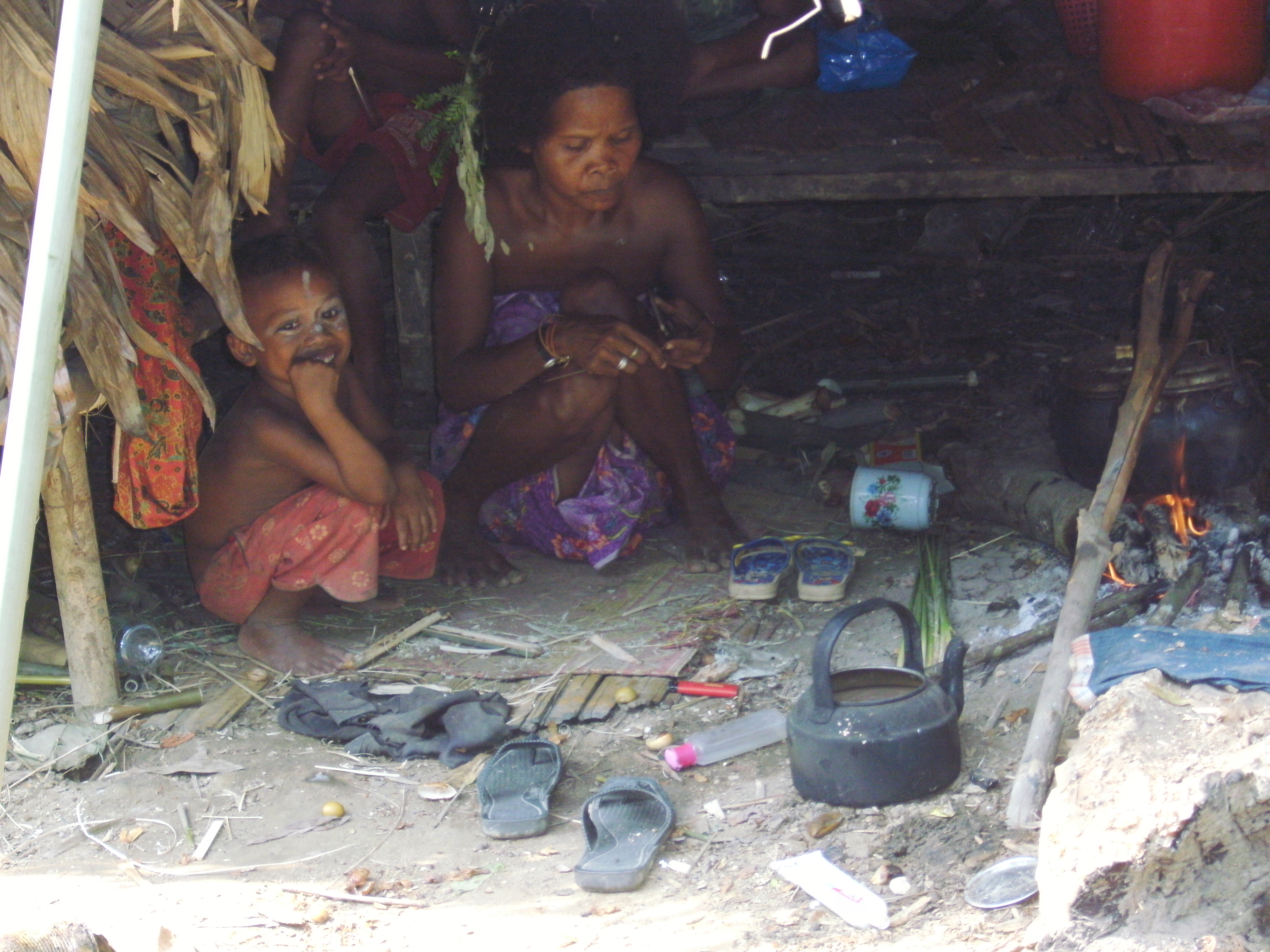
半島原住民的簡易房屋

《1954年原住民法令》（134號法令）是唯一專門適用於半島原住民的法律。但是，該法令還包括原住民事務部可自行決定命令原住民離開保留地，並自行決定向受影響的人提供賠償。州政府也可以隨時撤銷這些土地的保留地位，半島原住民將不得不搬遷，州政府也沒有義務支付任何補償或分配土地。半島原住民與州政府之間的習慣性土地糾紛仍時有發生，2016年5月，吉蘭丹州政府因與半島原住民社區的土地糾紛而被起訴。在任命村長時，原住民事務部主要關注候選人對馬來語的了解以及他遵守指示的能力。 
半島原住民實際上不享有與其他社區同等的憲法權利，而是一切都取決於政府。他們被視為一個無法處理自己事務的族群，需要政府乾預以確保他們的保護、福祉和發展。半島原住民社區無權確定自己的身份、某些人與社區的從屬關係，或確定社區本身（土著群體）。州政府如此強大的權力不適用於馬來人或沙巴和砂拉越的本地人。儘管半島原住民完全符合“土著人民”的國際定義，但他們在國家層面的“原住民”具有特殊意義。自殖民時代以來，馬來人一直被視為馬來西亞的“原住民”。根據當地觀念，原住民是從未形成“有效國家”並依賴馬來國家的“原始”人社區。還應考慮到馬來世界對“馬來人”一詞的看法。這裡重要的不是一個人的出身，而是一個人與“完全土著”人口相比在社會中的更高地位，其特點是伊斯蘭教的實踐，馬來語的知識，遵守馬來社會的規範。還有一個特定的短語“masuk Melayu”，即“成為馬來人”，當這些人中有相當多的人達到了這些要求。
另一個問題是，馬來西亞州政府根本不承認半島原住民是聯合國文件所定義的意義上的“原住民”。不出所料，這樣的政策在原住民中產生了一種自我分化的感覺，以與社會其他人區分。越來越多的半島原住民尋求捍衛他們的個人和集體身份，以對抗包括州政府在內的“局外人”的權力。在此基礎上，他們形成了一種“土生土長”的感覺，這是他們與大多數人形成鮮明對比的自我肯定。半島原住民的“本土性”是他們試圖捍衛更廣泛的政治自治。一些半島原住民團體在志願律師的支持下，在法庭上維護他們對傳統土地和資源的憲法權利方面取得了一些進展，他們根據普通法原則和土著人民的國際權利要求政府的賠償。
半島原住民擁有與該國其他公民平等的投票權，參與國家和州選舉。自1957年独立以來，從半島原住民中產生了五名參議員。然而，半島原住民在國家行政機構中沒有真正的代表。由於有權代表特定土著社區利益的組織或個人由州政府決定，情況變得複雜。因此，這些代表在他們的活動中並沒有反映他們所在社區的思想、需求和願望，而且他們也不對其負責。

## 現代化

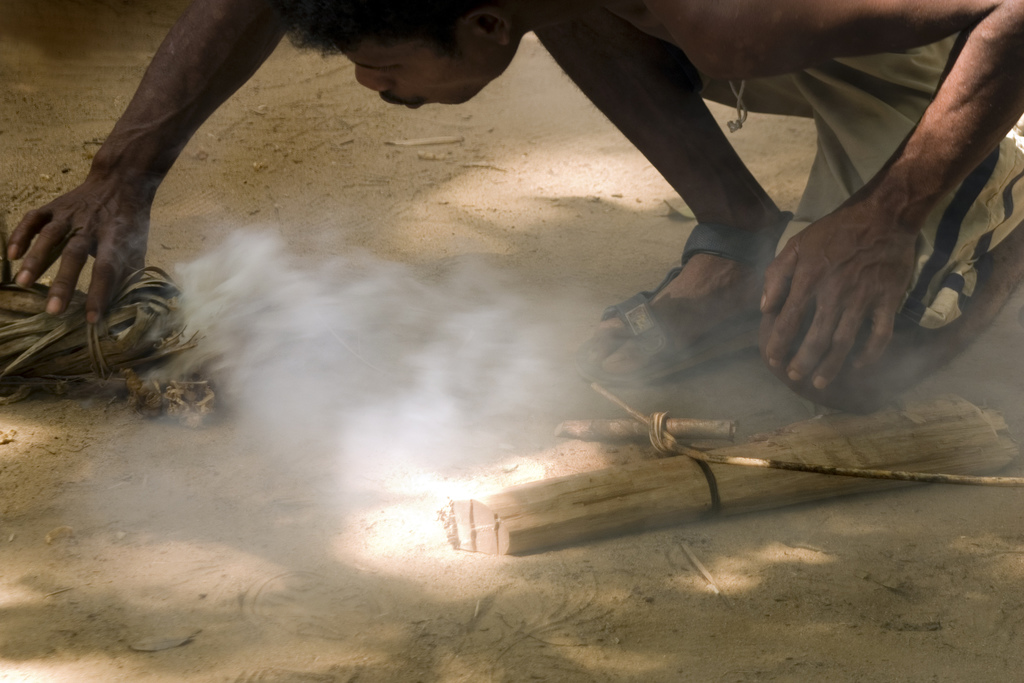
半島原住民的傳統鑽木取火方式

自1957年獨立以來，馬來西亞政府開始製定全面的半島原住民社區發展計劃，1980年開始建立原住民定居點，其中霹靂州6個，彭亨州7個，吉蘭丹州3個，柔佛州1個；共有3,015個家庭居住在其中。重置計劃（RPS）針對偏遠和分散的定居點，並將組織半島原住民農業活動作為他們的主要生計來源。實施了引進橡膠、油棕、椰子和果樹等經濟作物的計劃。這些計劃主要由兩個政府機構實施，即橡膠小園主發展局（RISDA）和聯邦土地統一及復興局（FELCRA Berhad）。
1999年，馬來西亞政府批准並實施了村莊重組項目，為現有半島原住民村莊的基本基礎設施和公共服務提供現代化，截至2004年，該項目覆蓋了217個原住民村莊。545個原住民村莊（63%）通電，619個村莊（71%）獲得供水。還修建了2,910公里的鄉村公路，可通往631個（73%）半島原住民村莊。近來，經濟發展向內陸地區擴展。一個試點項目正在彭亨州瓜拉立卑地區的Pantos村實施，該項目涵蓋了200個家庭。馬來西亞政府尋求消除包括半島原住民社區在內的公民的貧困。為了讓他們在勞動力市場上競爭，政府認為向半島原住民傳授這樣做所需的技能很重要。作為其經濟發展計劃的一部分，原住民事務部開設了作物和牲畜護理、創業課程、物質援助和設備方面的培訓課程，供土著人民開辦自己的企業，例如雜貨店、餐館、機械商店、網吧、建築公司、漁業、馬鈴薯、石灰、羅非魚水產養殖、家禽、山羊等，撥款還被用於建造商業空間，原住民企業家可以在那裡經營和銷售他們的產品。原住民事務部在為原住民組織培訓並製定培訓計劃。
長期以來，JHEOA並不認為教育是一項特別重要的職能，因為培訓標準非常低，半島原住民的基礎設施和培訓設施明顯不足，所有這些都導致半島原住民的中小學輟學率異常高。然而從1995年開始，半島原住民教育的責任轉移到教育部，到2001年，所有原住民學校都將永久轉移到該部之下。可以說這是一個積極的步驟，將以公立學校為模型的國家課程引入了半島原住民的教育系統。

## 社會經濟

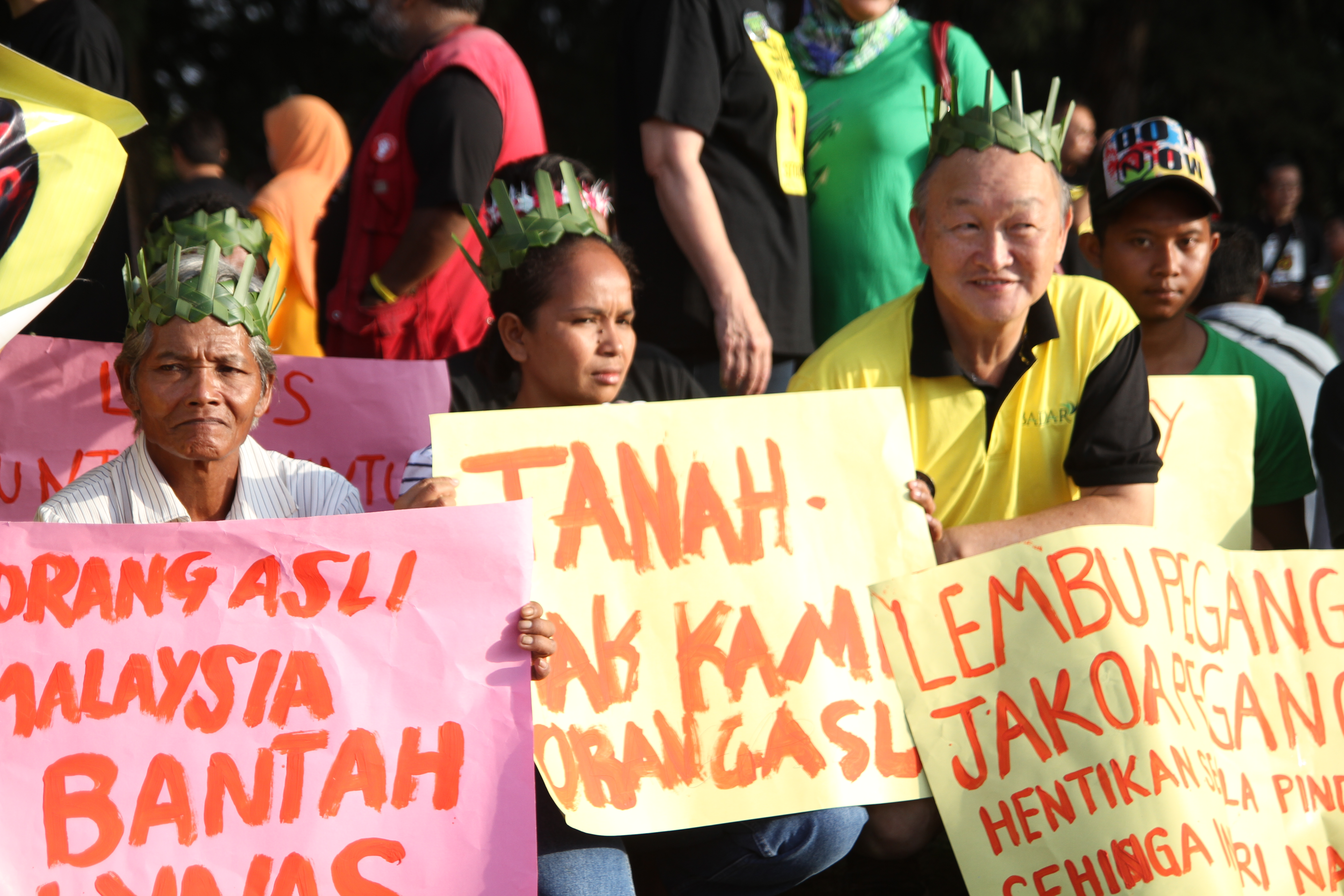
半島原住民抗議澳洲稀土公司在馬來西亞的開發活動

半島原住民社區的貧困發生率很高，他們屬於馬來西亞人口中最貧困的群體。1997年，80%的半島原住民生活在貧困線以下。與馬來西亞全國8.5%的貧困率相比，這個比例非常高。根據聯合國開發計劃署的數據，2007年有50.9%的半島原住民家庭生活在貧困中，15.4%的貧困人口生活在高度貧困線以下。這些數字分別與馬來西亞全國7.5%和1.4%的數字形成鮮明對比。根據馬來西亞統計局2010年的數據，76.9%的半島原住民人口仍處於貧困線以下，其中35.2%被歸類為生活在高度貧困中，而全國則為1.4%。
其他指標也表明半島原住民的生活質量低下，這尤其體現在許多家庭缺乏基本的便利設施，例如管道、廁所和通常的電力。根據馬來西亞統計局的數據，1997年只有47.5%的半島原住民家庭擁有某種形式的室內和室外供水，3.9%的家庭僅依賴其他水源，如河流、溪流和井水滿足他們的用水需求。43.7%的半島原住民住房單位缺少廁所作為基本的便利設施，而馬來半島的這一數字總體上僅為3%。51.8%的半島原住民家庭使用煤油燈來照亮他們的家。
另一個低財富指標是許多半島原住民家庭缺乏基本的家庭用品；包括冰箱、收音機、電視、自行車、摩托車、汽車等，這些都可能反映他們的幸福狀況。1997年22.2%的半島原住民家庭沒有任何這些家庭用品，農村地區只有35%的半島原住民家庭擁有摩托車，這是山區的一種重要交通工具。馬來西亞政府認為半島原住民社區貧困的原因包括過度依賴叢林覓食，生活在偏遠和交通不便的地區，低自尊心和與其他社區隔絕，教育水平低，低儲蓄或沒有儲蓄、缺乏現代就業技能、土地侵占和缺乏土地所有權。
幾個世紀以來，傳統的土地和資源一直是半島原住民唯一的生計來源。大多數半島原住民仍然與傳統領域的環境保持著密切的身體、文化和精神聯繫。作為政府發展計劃的一部分的對原住民的搬遷計劃剝奪了他們的這種聯繫，並迫使他們適應新的生活條件。國家和大公司對傳統原住民土地的侵占、森林砍伐、橡膠和油棕種植園的建立以及旅遊業的發展正在破壞半島原住民傳統經濟的基礎，迫使許多人轉向鄉村或城市地區的生活方式。失去傳統土地成為他們的陷阱，導致他們陷入貧困。
在馬來西亞獨立後，為半島原住民提供的醫療服務以及為他們提供的治療和預防設施有了顯著改善，但是仍然存在許多問題。與其他社區相比，半島原住民社區的健康標準仍然很低。他們比其他人更容易感染各種傳染病，例如肺結核、瘧疾、傷寒等。半島原住民尤其是兒童的營養不良問題也很緊迫。由於缺乏適當的教育，半島原住民無法在整個社會中具有競爭力。